# 홍린
홍린 시사(베트남어: Thị xã Hồng Lĩnh / 市社鴻嶺)는 베트남 하띤성의 티싸(시사)이다.

## 행정 구역
홍린 시사에는 5개 방(坊)과 1개 사(社)가 있다.

### 방
- 북홍 (Bắc Hồng / 北鴻)
- 더우리에우 (Đậu Liêu / 豆遼)
- 득투언 (Đức Thuận / 德順)
- 남홍 (Nam Hồng / 南鴻)
- 쭝르엉 (Trung Lương / 忠良)

### 사
- 투언록 (Thuận Lộc / 順祿)